# Loano
Loano es una localidad y comune italiana de la provincia de Savona, región de Liguria, con 11.774 habitantes.

## Historia
Fue un Condado independiente hasta 1770, cuando pasó a formar parte del Reino de Cerdeña. A finales del siglo XVIII fue Incluida en la República Ligur y desde 1805 a 1814 en el Primer Imperio francés.
A fines del siglo XIX, en esta localidad, la madre Francisca Rubatto fundó la Congregación de las Hermanas Capuchinas.

## Evolución demográfica
| Gráfica de evolución demográfica de Loano entre 1861 y 2001 |
|                                                             |
| Fuente ISTAT - elaboración gráfica de Wikipedia             |